# INOKI BOM-BA-YE 2015
INOKI BOM-BA-YE 2015（イノキボンバイエ にせんじゅうご）は、日本の格闘技イベント「INOKI BOM-BA-YE」の大会の一つ。2015年12月31日、東京都墨田区の両国国技館で開催された。

## 大会概要
前年と同様に「INOKI BOM-BA-YE」として、IGF主催の大晦日興行が行われた。今大会では総合格闘技イベント「PRIDE」の事実上の後継団体である「RIZIN」の旗揚げ興行である「RIZIN FIGHTING WORLD GRAND-PRIX 2015」が同時(12月29日と31日)に開催された。
「元気ですか!! 大晦日!! 2011」から「INOKI BOM-BA-YE 2014」まで4大会連続で猪木系大晦日興行に出場してきた石井慧がRIZIN参戦のため今大会には参加しなかった（石井はRIZINのヘビー級トーナメントにおいて一回戦で敗退）。
また、「RIZIN FIGHTING WORLD GRAND-PRIX 2015」で12月29日に桜庭和志と対戦する青木真也は31日には今大会に参戦し、GENOMEルールでモンターニャ・シウバと対戦し、勝利を収めた。
INOKI BOM-BA-YE 2014でクリス・バーネットに敗れた鈴川真一は一年越しのリベンジマッチを行ったものの、返り討ちにされた。
小川直也は「暴走王vs破壊王 破壊王没10周年特別試合」と題し、没後10年となる橋本真也の息子である橋本大地とGENOMEルールで対戦し、勝利。
前年のINOKI BOM-BA-YE 2014で青木真也に敗れた山本勇気は奥田啓介とIGFルールにおいてライト級（70.3kg）で対戦し、秒殺KO勝利。
そして、メインイベントでは、前王者ミルコ・クロコップのUFC移籍により空位となったIGF王座を賭け、IGF3（2015年4月11日）から行われてきた8人制の無差別級トーナメント「IGF WORLD GP 2015」の決勝が行われ、オリィ・トンプソンが優勝し、第5代IGF王座に認定された。

## 試合結果
第1試合 「INOKI BOM-BA-YE OPENING FIGHT」 GENOMEルール 20分一本勝負
×  那須晃太郎 vs.  柴田正人 ○
7分41秒 片エビ固め（コーナープレス）
第2試合 GENOMEルール
×  将軍岡本 vs.  ワン・ビン ○
5分51秒 片エビ固め（ライガーボム）
第3試合 「IGFチャレンジ NEXT2016」 IGFルール ライト級 5分2R
○  山本勇気 vs.  奥田啓介 ×
1R 0:26 KO（膝蹴り→パウンド）
第4試合 「IGFリベンジ Remember2014」 IGFルール　オープンウェイト 5分2R
○  クリス・バーネット vs.  鈴川真一 ×
1R 1:44 KO（パウンド）
第5試合 「BOM-BA-YEスペシャルマッチ」 GENOMEルール 30分一本勝負
×  モンターニャ・シウバ vs.  青木真也 ○
3分07秒 スリーパーホールド
第6試合 「暴走王vs破壊王 破壊王没10周年特別試合」 GENOMEルール 60分一本勝負
○  小川直也 vs.  橋本大地 ×
3分14秒 レフリーストップ
第7試合 セミファイナル 「GENOME ニューイヤーズイブ スーパーマッチ」 GENOMEルール 60分一本勝負
○  藤田和之 vs.  澤田敦士 ×
6分08秒 レフリーストップ
第8試合 メインイベント 「IGF WORLD GP 2015 決勝」 IGFルール オープンウェイト 5分3R
×  フェルナンド・ロドリゲス・Jr vs.  オリィ・トンプソン ○
1R 2:08（右フック→パウンド）
※トンプソンがグランプリ優勝。

## テレビ放送
BSフジ　2016年1月31日（日）　午後1時00分～午後2時25分